# Androctonus mauretanicus
Androctonus mauretanicus (Pocock, 1902) este o specie de scorpioni din familia  Buthidae. Adulții ajung până la lungimea de 9 cm. Au o culoare maro sau neagră, parte ventrală a opistosomei și vârfurile picioarelor în nuanțe mai deschise. Numărul pieptenilor, organe senzitive, la mascul este de 25 - 30, la femelă 24 - 30. Acesta este un scorpion foarte rapid și agresiv dacă este deranjat. Nu va ezita să înțepe inamicul. Toxicitatea veninului este înaltă, deseori letală pentru om. Androctonus mauritanicus este o specie de scorpioni solitari, se împerechează doar în perioada reproducerii.

## Reproducerea și ciclului de viață
Perioada de gestație durează 5 - 7 luni. Femela naște 50 - 80 de pui. Juvenilii ajung la maturitate după 7 - 8 năpârliri, cca 2 ani. Ei sunt de culoare gri sau negră. Speranța de viață a acestui scorpion este de  4 - 5 ani. 

## Condiții de întreținere
Temperatura în terarium, în timpul zilei tebuie să fie de : 35° la 40° C, noaptea: 8° la 10° C. Iarna este preferabil ca temperatura să fie mai mică de 20° C, timp de 1 - 2 luni. Umiditate: mai mică de 50%. Tipul și grosimea substratului: 3 - 5 cm de nisip amestecat cu turbă uscată. Dimensiunea terariumului pentru un individ: 35x20 cm, aerisit permanent. Se hrănește cu diferite artropode mai mici. Această specie este destul de puternică și, uneori, agresivă, de aceea este nevoie de a manifesta o maximă atenție. 